# Кульчицкий, Игорь Евстафьевич
И́горь Евста́фьевич Кульчи́цкий (укр. І́гор Євста́хійович Кульчи́цький; род. 13 августа 1941, Львов) — советский футболист, полузащитник. Мастер спорта СССР (1966). Большую часть карьеры провёл во львовских «Карпатах». Многолетний капитан «Карпат». Обладатель Кубка СССР 1969.

## Биография
Воспитанник львовской ДЮСШ-4. Окончил Львовский институт физкультуры, факультет журналистики Львовского университета.
В 1961 году выступал за «Нефтяник» (Дрогобыч) и дубль киевского «Динамо», в 1962 — за «Сельмаш» (Львов). Когда в 1963 году во Львове создали команду «Карпаты», то туда пригласили Кульчицкого. Был «мотором» команды, лидером коллектива. За много лет действовал на всех позициях, кроме вратаря. В центре поля его умение управлять игрой и точные пасы давали наилучший результат. В 1970 году, выступая ещё в первой лиге, вошёл в список 33-х лучших игроков СССР — редко когда туда попадал игрок низших лиг.
Был капитаном «Карпат» коллектива, который получил Кубок СССР в 1969 году — единственный раз за все розыгрыши Кубка, трофей завоевала команда не из Высшей лиги.
Провёл 2 игры за сборную СССР.
После завершения игровой карьеры учился на футбольного тренера в Высшей школе тренеров в Москве. Работал тренером во львовской ДЮСШ-4. Тренер (1973-77) и директор школы «Карпаты» (Львов) — 1980-87.
Был начальником восстановленных «Карпат» в 1989 году. Работает в клубе «Карпаты» и Федерации футбола Львовской области.
Автор книги «Карпаты: год за годом» (2003), написанной совместно со львовским спортивным журналистом Юрием Назаркевичем.